# Kristýna Brabencová
Kristýna Brabencová (Brno, 16 dicembre 1999) è una cestista ceca.

## Carriera
Con la Rep. Ceca ha disputato i Campionati europei del 2021.